# Lijst van shorttrackrecords
Deze lijst van schaatsrecords is een overzicht van de huidige schaatsrecords (zowel nationaal als internationaal) op de verschillende wedstrijdonderdelen binnen het shorttrack.

## Huidige records shorttrack

### Wereldrecords

#### Mannen senioren
| Afstand     | Rijder                                                   | Land       | Plaats         | Datum      | Tijd     |
| ----------- | -------------------------------------------------------- | ---------- | -------------- | ---------- | -------- |
| 500m        | Wu Dajing                                                | China      | Salt Lake City | 11-11-2018 | 39,505   |
| 1000m       | Hwang Dae-heon                                           | Zuid-Korea | Salt Lake City | 12-11-2016 | 1.20,875 |
| 1500m       | Sjinkie Knegt                                            | Nederland  | Salt Lake City | 13-11-2016 | 2.07,943 |
| 3000m       | Noh Jin-kyu                                              | Zuid-Korea | Warschau       | 19-03-2011 | 4.31,891 |
| 5000m relay | Cole Krueger Csaba Burján Shaoang Liu Shaolin Sandor Liu | Hongarije  | Calgary        | 04-11-2018 | 6.28,625 |

#### Vrouwen senioren
| Afstand     | Rijder                                                            | Land       | Plaats         | Datum      | Tijd     |
| ----------- | ----------------------------------------------------------------- | ---------- | -------------- | ---------- | -------- |
| 500m        | Xandra Velzeboer                                                  | Nederland  | Salt Lake City | 04-11-2022 | 41,416   |
| 1000m       | Suzanne Schulting                                                 | Nederland  | Salt Lake City | 04-11-2022 | 1.25,958 |
| 1500m       | Choi Min-jeong                                                    | Zuid-Korea | Salt Lake City | 12-11-2016 | 2.14,354 |
| 3000m       | Jung Eun-ju                                                       | Zuid-Korea | Harbin         | 15-03-2008 | 4.46,983 |
| 3000m relay | Selma Poutsma Suzanne Schulting Yara van Kerkhof Xandra Velzeboer | Nederland  | Beijing        | 23-10-2021 | 4.02,809 |

#### Mannen junioren (jongens)
| Afstand     | Rijder                                                | Land       | Plaats    | Datum      | Tijd     |
| ----------- | ----------------------------------------------------- | ---------- | --------- | ---------- | -------- |
| 500m        | Zhang Tianyi                                          | China      | Bormio    | 31-01-2020 | 40,331   |
| 1000m       | Vladimir Balbekov                                     | Rusland    | Bormio    | 31-01-2020 | 1.23,690 |
| 1500m       | Kim Si-un                                             | Zuid-Korea | Innsbruck | 29-01-2019 | 2.13,199 |
| 3000m relay | Ahn Hyun-jun Jang Sung-woo Kim Tae-sung Lee Jeong-min | Zuid-Korea | Bormio    | 02-02-2020 | 3.55,494 |

#### Vrouwen junioren (meisjes)
| Afstand     | Rijder                                                             | Land             | Plaats    | Datum      | Tijd     |
| ----------- | ------------------------------------------------------------------ | ---------------- | --------- | ---------- | -------- |
| 500m        | Maame Biney                                                        | Verenigde Staten | Montreal  | 26-01-2019 | 43,212   |
| 1000m       | Kim Gil-li                                                         | Zuid-Korea       | Bormio    | 02-02-2020 | 1.27,685 |
| 1500m       | Lee Yu-bin                                                         | Zuid-Korea       | Innsbruck | 27-01-2017 | 2.18,695 |
| 3000m relay | Anne Floor Otter Georgie Dalrymple Marijn Wiersma Xandra Velzeboer | Nederland        | Bormio    | 02-02-2020 | 4.12,019 |

### Nederlandse records

#### Mannen senioren
| Afstand     | Rijder                                                      | Plaats         | Datum      | Tijd     |
| ----------- | ----------------------------------------------------------- | -------------- | ---------- | -------- |
| 500m        | Dylan Hoogerwerf                                            | Salt Lake City | 02-11-2019 | 40,162   |
| 1000m       | Sjinkie Knegt                                               | Montreal       | 18-03-2018 | 1.22,413 |
| 1500m       | Sjinkie Knegt                                               | Salt Lake City | 13-11-2016 | 2.07,943 |
| 3000m       | Dylan Hoogerwerf                                            | Amsterdam      | 08-01-2017 | 4.41,612 |
| 3000m relay | Bram Steenaart Sven Roes Melle van 't Wout Jens van 't Wout | Montreal       | 27-01-2019 | 3.58,570 |
| 5000m relay | Sjinkie Knegt Daan Breeuwsma Itzhak de Laat Dennis Visser   | Calgary        | 04-11-2018 | 6.28,879 |

#### Vrouwen senioren
| Afstand     | Rijder                                                            | Plaats   | Datum      | Tijd     |
| ----------- | ----------------------------------------------------------------- | -------- | ---------- | -------- |
| 500m        | Xandra Velzeboer                                                  | Montreal | 30-10-2022 | 42,123   |
| 1000m       | Suzanne Schulting                                                 | Peking   | 11-02-2022 | 1.26,514 |
| 1500m       | Suzanne Schulting                                                 | Peking   | 16-02-2022 | 2.17,865 |
| 3000m       | Jorien ter Mors                                                   | Montreal | 16-03-2014 | 4.52,965 |
| 3000m relay | Xandra Velzeboer Yara van Kerkhof Suzanne Schulting Selma Poutsma | Peking   | 23-10-2021 | 4.02,809 |

#### Mannen junioren (jongens)
| Afstand     | Rijder                                                      | Plaats     | Datum      | Tijd     |
| ----------- | ----------------------------------------------------------- | ---------- | ---------- | -------- |
| 500m        | Jens van 't Wout                                            | Bormio     | 31-01-2020 | 40,162   |
| 1000m       | Hugo Bosma                                                  | Bormio     | 31-01-2020 | 1.24,407 |
| 1500m       | Friso Emons                                                 | Heerenveen | 17-02-2018 | 2.13,527 |
| 3000m relay | Bram Steenaart Sven Roes Melle van 't Wout Jens van 't Wout | Montreal   | 27-01-2019 | 3.58,570 |

#### Vrouwen junioren (meisjes)
| Afstand     | Rijder                                                             | Plaats         | Datum      | Tijd     |
| ----------- | ------------------------------------------------------------------ | -------------- | ---------- | -------- |
| 500m        | Xandra Velzeboer                                                   | Nagoya         | 01-12-2019 | 43,409   |
| 1000m       | Suzanne Schulting                                                  | Salt Lake City | 12-10-2016 | 1.27,792 |
| 1500m       | Avalon Aardoom                                                     | Innsbruck      | 27-01-2017 | 2.20,248 |
| 3000m relay | Anne Floor Otter Georgie Dalrymple Marijn Wiersma Xandra Velzeboer | Bormio         | 02-02-2020 | 4.12,019 |